# Parc national Alto Purús
Le parc national Alto Purús  (espagnol : Parque nacional Alto Purús) est situé dans la selva amazonienne du Pérou et possède une surface de 2 510 694,41 ha.
Il a été créé le 18 novembre 2004 par le Décret Suprême no 040-2004 AG et abrite certaines tribus indigènes évitant tout contact avec le monde extérieur.
Le parc est également traversé par la rivière Purús.

## Faune et flore
La faune du parc est très diversifiée avec plus de 900 espèces inventoriées, dont certaines sont extrêmement menacées.
Parmi les félins du parc, nous pouvons citer la présence du jaguar, de l'ocelot, du margay, du puma.
Les primates sont également très présents dans le parc, avec la présence du ouistiti pygmée, du tamarin empereur, du singe-araignée commun, du callicèbe roux, du paresseux à gorge brune et du capucin à front blanc. Pour l'avifaune, il a été estimé la présence d'environ 520 espèces, avec notamment l'ara de Coulon, le sarcoramphe roi, le jabiru d'Amérique et le l'ara macavouanne.
Concernant la flore, il a été inventorié plus de 2 500 espèces.